# Jacques Helbronner

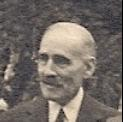
Jacques Helbronner

Jacques Helbronner (geboren 21. September 1873 in Paris; gestorben 23. November 1943 im KZ Auschwitz-Birkenau) war ein französischer Jurist und jüdischer Funktionär.

## Leben
Helbronner war Jurist und seit 1899 Mitglied des Conseil d’État. Im Ersten Weltkrieg diente er von 1914 bis 1919 als Offizier und war seit 1917 Mitglied des Stabes des französischen Kriegsministers. Seit dieser Zeit war er mit dem späteren Marschall Philippe Pétain befreundet. 1912 wurde Jacques Helbronner zum Ritter, 1917 zum Offizier und 1925 zum Kommandeur der Ehrenlegion ernannt. 1919 erhielt er das Croix de guerre 1914–18. 1940 wurde er als Jude aus dem öffentlichen Dienst entlassen.
Bis dahin Vizepräsident, stand er von 1940 bis 1943 als Präsident dem Consistoire central israélite, der obersten Organisation des Judentums in Frankreich, vor. Er wurde am 23. Oktober 1943 in Lyon verhaftet und am 20. November 1943 vom Sammellager Drancy in das KZ Auschwitz-Birkenau deportiert, wo er zusammen mit seiner Frau Jeanne (* 23. Juli 1873) sofort nach der Ankunft ermordet wurde.
Sein Bruder war der Geödät und Alpinist Paul Helbronner.